# Saint-Hilaire-Taurieux
Saint-Hilaire-Taurieux település Franciaországban, Corrèze megyében. Lakosainak száma 95 fő (2022. január 1.). Saint-Hilaire-Taurieux Chenailler-Mascheix, Ménoire, Monceaux-sur-Dordogne és Neuville községekkel határos.

## Népesség
A település népessége az elmúlt években az alábbi módon változott:
| Lakosok száma | 173  | 116  | 103  | 96   | 90   | 94   | 103  | 104  | 104  | 95   |
|               | 1968 | 1982 | 1990 | 2006 | 2013 | 2015 | 2017 | 2019 | 2020 | 2022 |